# Volkssport

Емблема організації

Volkssport (нім. Verband Volkssport, Nazionalsozialistischer Verband für Wandern, Radfahren, Spiel und Sport aller Art, укр. Національна соціалістична асоціація піших прогулянок, велоспорту, ігор та спорту всіх видів) - паралімітарне крило Німецької націонал-соціальної робітничьої партії в Чехословаччині, що існувала з 1929 по 1932 рік, пізніше отримавши статус нелегальної.
Організація була заснована 15 травня 1929 року на прикладі Штурмових загонів Гансом Кребсом та Паулем Іллінгом під виглядос спортивної організації. Організація була заборонена 22 лютого 1932 владою Чехословаччини.

## Історія
Асоціація народного спорту була заснована 15 травня 1929 року за прикладом СА , з ініціативи Ганса Кребса та Пауля Іллінга під виглядом Асоціації народного спорту.  Мера Фулнека Лео Шуберта було обрано головою асоціації, що налічує 5000 членів . Його заступниками були Кребс, який відповідав за політичне керівництво, та Іллінг, який відповідав за організацію. Підпільний центр управління асоціацією, який діяв як сила безпеки для забезпечення безпеки заходів DNSAP, знаходився в Лайтмеріці .
Під час Днів Фелькіша у Штернберзі та Габлонці того ж року відбулися великі демонстрації в уніформі «коричневих сорочок», створеній за зразком уніформи СА . У серпні 1929 року делегація з 300 осіб від Volkssportverband вирушила на з'їзд нацистської партії в Нюрнберзі та з'явилася там з великим банером з написом «Судетська область вірна Гітлеру». Під час партійного з'їзду «Фолькспорт» приєднався до мюнхенської СА як підгрупа та водночас домовився з дрезденською СА «Штандарте 100» про спільне використання їхньої ділянки в Коппельсдорфі як тренувального майданчика.
Після того, як районна влада Вагштадта та Гогенштадта , зокрема , спробувала запобігти подальшим демонстраціям відповідно до австрійського міністерського декрету про носіння уніформи від 26 лютого 1917 року, покаравши людей за носіння забороненої уніформи, німецькі депутати-націоналісти Ернст Тешнер та його товариші у 1930 році подали інтерпеляцію міністру внутрішніх справ у Сенаті щодо переслідування тих, хто носить форму, особливо коричневосорочечників.  У 1931 році уряд заборонив публічне носіння «коричневих сорочок» та кепок СА. Замість цього, популярний вид спорту представив форму іншого кольору з білими сорочками та синіми кепками.
Спільні навчання з СА проводилися, зокрема одне в січні 1931 року в прикордонній зоні, під час яких члени СА перетнули кордон на територію Чехословаччини. Зростаюча кількість маршів асоціації, яка до 1932 року зросла до 40 000 членів, на яких, наприклад, у Бухау публічно пропагувалася «боротьба за визволення батьківщини від слов'янського та єврейського ярма», спонукала уряд розпустити та заборонити популярний вид спорту 1 березня 1932 року через антидержавну діяльність.

## Члени організації

Пауль Іллінг